# 歐沃頓橋

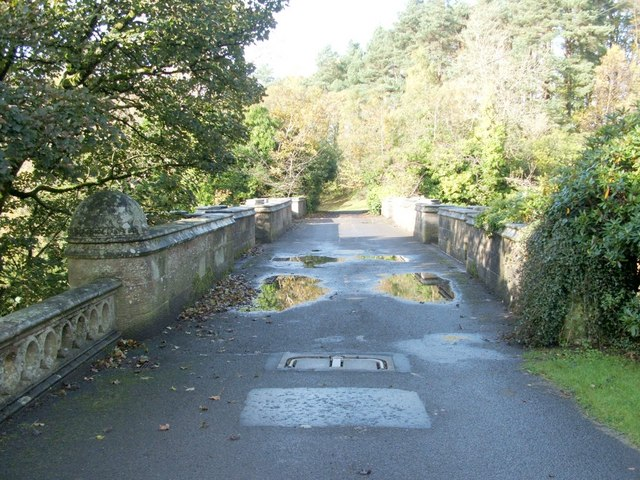
歐沃頓橋入口

歐沃頓橋（英語：Overtoun Bridge）鄰近蘇格蘭西敦巴頓郡敦巴頓，是一座懸在歐沃頓溪（Overtoun Burn）上方，通往歐沃頓莊園的B類登錄建築。
歐沃頓橋於1895年由土木工程師亨利·歐內斯特·米爾納設計完工，這座橋因為許多隻狗從此一躍而下，喪命於位在橋下50英尺（15）的石頭上，而受到了國際媒體的關注。

## 歷史與建造
歐沃頓勛爵在1891年繼承歐沃頓莊園。他在1892年買下位在西邊的加謝克（Garshake）莊園。因為東面的斜坡太過陡峭，馬車無法透過這條道路抵達歐沃頓莊園；因此，在買下加謝克不久後便展開車道的建設工程。
這座橋由土木工程師亨利·歐內斯特·米爾納設計，採用粗面方石建造而成，於1895年6月完工。包含三個橋拱：最大的一個拱橫跨在歐沃頓溪的上方，兩側各有較小、較低的人行拱。

## 人類與動物之死
研究顯示自1950及1960年代起，每年約有一隻狗從這座橋跳下。這些狗跳過了橋邊的欄杆，摔落在50英尺（15）深的瀑布。這起原因不明的事件中，唯一有所關聯之處在於，這些狗大多是天氣晴朗時從橋的同一側跳下，且牠們都屬長鼻的品種。
這件離奇的事件受到了國際媒體的關注，英國皇家鳥類保護協會派出動物棲息專家大衛·塞克斯頓（David Sexton）來調查狗跳橋自殺的原因。最初，犬科心理學家大衛·桑德斯博士（Dr. David Sands）曾由視覺、嗅覺及聽覺因素實驗。在排除狗可能在橋上看見及聽到的事物之後，塞克斯頓發現有老鼠及水貂居住在與狗跳下同一側橋下的灌木叢中，以及在橋體結構內的松鼠，因此開始對氣味做研究。一次的試驗中，他在一個空曠的原野散播這些動物的氣味，並釋放10隻與先前跳橋自殺的狗相同品種的狗，對牠們進行測試。其中，僅有2隻狗對於每一種的氣味都不感興趣，然而，有7隻狗卻直接衝往充滿水貂氣味的地方。儘管沒有一個明確的答案，但桑德斯仍得出結論認為，有著濃烈氣味的公水貂尿液，可能就是造成嗅覺靈敏的狗自殺的原因。然而，一名居住於當地長達50年的獵人約翰·喬伊斯（John Joyce）在2014年表示：「我可以很肯定地告訴你，這裡並沒有水貂。」
這座橋也曾發生人類的慘案。1994年10月，凱文·莫伊（Kevin Moy）將自己兩週的兒子扔下橋摔死，因為他認為他的兒子是魔鬼的化身。隨後，他還多次試圖跳橋及割腕自殺。
可能是為了響應遊說，橋邊已立著「危橋——請牽好你的狗。」的標誌牌。

## 外部連結
- 〈Dog Suicide Bridge〉，來自《Strange Mysteries》電視節目 （页面存档备份，存于）